# 艾德加 (路易斯安那州)
埃德加（英語：Edgard）是美国路易斯安那州施洗者圣约翰堂区的一个普查规定居民点，也是该堂区的区政府所在地，根据2000年美国人口普查，埃德加人口为2637，是新奥尔良大都市区的一部分。